# Saša Bjelanović
Saša Bjelanović (født 11. juni 1979 i Zadar, Jugoslavien) er en kroatisk tidligere fodboldspiller (angriber).
Gennem sin 20 år lange karriere spillede Bjelanović for adskillige klubber i både hjem- og udland. Han var blandt andet tilknyttet Dinamo Zagreb og Varaždin i hjemlandet, italienske Genoa og Torino samt CFR Cluj i Rumænien. Han spillede desuden én kamp for Kroatiens landshold, en venskabskamp mod Israel i 2005.